# Saxetophilus mistshenkoi
Saxetophilus mistshenkoi is een rechtvleugelig insect uit de familie veldsprinkhanen (Acrididae). De wetenschappelijke naam van deze soort is voor het eerst geldig gepubliceerd in 1988 door Naumovich.